# Francisco Rey Marcos
Francisco Rey Marcos (Madrid, 27 de febrero de 1956) es investigador español, miembro fundador y codirector del Instituto de Estudios sobre Conflictos y Acción Humanitaria (IECAH), especializado en salud pública por la Universidad Autónoma de Madrid y máster en Relaciones Internacionales por el Instituto Universitario de Investigación Ortega y Gasset, centro de formación de posgrado e investigación adscrito a la Universidad Complutense de Madrid. Su formación complementaria gira en torno al derecho internacional humanitario, derechos humanos, acción humanitaria, cooperación para el desarrollo y construcción de la paz.

## Trayectoria
Tras cursar sus estudios en ciencias biológicas y salud pública, y después de trabajar en esos ámbitos, así como en cuestiones sociales y de animación sociocultural durante una década, inicia a mediados de los años ochenta su trabajo en acción humanitaria y cooperación para el desarrollo con la Cruz Roja Española. En 2001, junto con Mariano Aguirre y Jesús A. Núñez Villaverde, entre otras personas, fundaron el Instituto de Estudios sobre Conflictos y Acción Humanitaria (IECAH) con sede en Madrid (España), entidad privada e independiente cuya actividad se centra en dos ámbitos principales de especialización: la construcción de la paz y la acción humanitaria.
Director y editor de los Informes del Observatorio de Acción Humanitaria sobre España y el mundo, elaborados por el IECAH en colaboración con Médicos Sin Fronteras (MSF-España) desde 2003.
Redactor de los documentos de la Estrategia de acción humanitaria de la Cooperación Española para el desarrollo, aprobados por el gobierno en 2008 y 2019 respectivamente, sobre los cuales se basa el accionar humanitario de la Agencia Española de Cooperación Internacional para el Desarrollo (AECID). Participa además en numerosos trabajos de carácter humanitario con AECID y la cooperación española en general.
Colabora con el Gobierno Vasco en materia de paz, convivencia, derechos humanos y diversidad al dirigir la Evaluación del Plan de paz y convivencia 2013-2016 y al participar en los procesos de elaboración y valoración del Plan de convivencia y derechos humanos 2017-2020 y del Plan de convivencia, derechos humanos y diversidad “Udaberri” 2020-2024.
Miembro de la Junta Directiva del Consorcio INSPIRE con quienes realiza actividades vinculadas a la elaboración de políticas, formación y asistencia técnica para la Dirección General de Protección Civil y Ayuda Humanitaria (DG-ECHO) de la Comisión Europea, miembro de la Red de aprendizaje activo sobre evaluación de la acción humanitaria (ALNAP), además de otros foros profesionales sobre temas vinculados a lo humanitario.
Participa y dirige más de treinta evaluaciones y actividades de monitoreo en escenarios de crisis o conflictos en países como Haití, Colombia, República Dominicana, Cuba, Mozambique, El Salvador, Nicaragua, Honduras, India, Sahara Occidental, Marruecos, entre otros, así como en actividades de incidencia que promueven el respeto al Derecho internacional humanitario (DIH), a los principios humanitarios y al seguimiento de las consecuencias humanitarias del proceso de paz en Colombia.
A lo largo de su carrera lleva a cabo investigaciones y consultorías relacionadas con la acción humanitaria, cooperación para el desarrollo y construcción de la paz, reducción del riesgo de desastres, estudios sobre conflictos, rehabilitación y cooperación internacional para diferentes organizaciones e instituciones, tales como la Comisión Europea, Parlamento Europeo, Comité Económico y Social Europeo, DG-ECHO, OCHA, FAO, ACNUR, PNUD, entre otras agencias de la ONU. De igual forma para el Banco Interamericano de Desarrollo (BID), la Agencia Española de Cooperación Internacional para el Desarrollo (AECID), el Ministerio de Asuntos Exteriores y Desarrollo de España y para los gobiernos de Holanda, Suecia y Colombia. Coopera con ONG humanitarias y otros organismos como MSF-España, Intermón OXFAM, Movimiento Internacional de la Cruz Roja y de la Media Luna Roja, Alianza por la Solidaridad, Federación Luterana Mundial, Fundación CIDEAL, Fundación CiP, Acción Contra el Hambre, Obra Social “la Caixa”, Plan International, Save the Children, Fundación Ford, Red de ONGD de Madrid, entre otras organizaciones e instituciones en diferentes regiones geográficas, especialmente, de América Latina.
Docente y coordinador de programas de formación en materia humanitaria en cursos de posgrado y maestrías en universidades españolas y extranjeras, tales como la red NOHA (Network on Humanitarian Action), la Universidad Complutense de Madrid, de Barcelona, Castellón, Valencia, Granada, Pavía, Los Andes, entre otras. Dirige programas de e-learning en el ámbito de la acción humanitaria con AECID y IECAH. Además, fue docente y colaborador del Centro de Estudios de Derecho Internacional Humanitario (CEDIH) de la Cruz Roja Española.
Autor, coautor y editor de numerosas publicaciones y documentos electrónicos para artículos de revistas, colaboraciones en obras colectivas, coordinación de publicaciones y libros, recopilados desde 1991 en repositorios, tales como: Internet Archive, ReliefWeb, publicaciones IECAH, Dialnet, Norwegian Centre for Conflict Resolution (NOREF), Biblioteca digital ALBOAN, Biblioteca Digital en Violencia Sociopolítica Acción Sin Daño y Construcción de Paz (BiViPas) de la Universidad Nacional de Colombia, Humanitarian Practice Network (HPN), entre otras bases de datos y editoriales. Publica artículos en medios de comunicación como El País, elDiario.es y también brinda entrevistas para Radio Nederland, entre otras.

## Líneas de investigación
- Seguimiento de la acción humanitaria española e internacional con énfasis en sus actores, instituciones, sistemas de Naciones Unidas y la Unión Europea.[8]
- Aspectos éticos de la acción humanitaria, debates sobre códigos de conducta, principios humanitarios, etc.[27]
- Rehabilitación posbélica y construcción de la paz.[28]
- Análisis del “Triple nexo” entre la acción humanitaria, el desarrollo y la paz.[29]
- Planificación, gestión, evaluación y calidad de la ayuda humanitaria.[30]
- Reducción del riesgo de desastres (RRD) y prevención en general.[31]

## Publicaciones
- 1993. La dimensión ambiental en las relaciones internacionales (Autor) en Anuario del CiP 1992-1993. Retos del fin de siglo: nacionalismo, migración, medio ambiente. Icaria editorial/CiP. ISBN 10: 84-7426-206-2. Barcelona, España.[32]
- 1996. No nos faltan reglas sino la voluntad de observarlas (Autor) en Memorias paz y guerra en conflictos de baja intensidad: el caso colombiano. Encuentro colombo-español. (col. Paz, Reparación y Reconciliación).(pp. 217-225). Red de Solidaridad Social, Programa para la Reinserción, Organización Internacional para las Migraciones (OIM-Misión Colombia). Bogotá, Colombia.[33]
- 1997. La ayuda humanitaria en 1996: debates y realidades desde la Unión Europea (Autor) en Anuario del CiP 1997. Las guerras modernas: pobreza, recursos, religión. Icaria editorial/CiP. ISBN: 978-84-7426-326-3. Barcelona, España.[34]
- 1998. Visiones de la acción humanitaria en 1997 (Autor) en Anuario del CiP 1998: Guerras periféricas, derechos humanos y prevención de conflictos. Icaria editorial/CIP.ISBN 13: 978-84-7426-369-5. Barcelona, España.[35]
- 1999. La complejidad de actores en la acción humanitaria y el reto de la coordinación (Autor) en Los desafíos de la acción humanitaria. Un balance. Unidad de Estudios Humanitarios /Icaria Editorial. ISBN: 9788474264340. Madrid, España.[36]
- 2001. Acción humanitaria y derechos humanos: una relación compleja (Autor) en Revista de Derechos Humanos, crítica política y análisis de la economía. (N° 1). Liga Española Pro-Derechos Humanos. ISSN 1577-9823. Madrid, España.[37]
- 2001. Nueve reflexiones y algunas tesis sobre la acción humanitaria en el S.XXI (Autor) en Revista Española de Desarrollo y Cooperación: Ayuda humanitaria, (primavera/verano, N° 8). Instituto Universitario de Desarrollo y Cooperación (IUDC)/Universidad Complutense de Madrid. España.[38]
- 2001. The complex nature of actors in humanitarian action and the challenges of coordination (Autor) en Reflections on humanitarian action. Principles, ethics and contradictions, Humanitarian Studies Unit. London & Sterling, Virginia: Pluto Press. London, UK.[39]
- 2001. Independencia de la acción humanitaria: ¿a qué precio? (Autor) en Cuadernos para el Debate: Independencia de la acción humanitaria, ¿por qué y para qué? (N° 20). Dirección General MSF-E. Barcelona, España.[40]
- 2002. El debate humanitario. (Coautor con Víctor de Currea Lugo). Icaria editorial. Barcelona, España.[41]
- 2003. Irak en su laberinto. Apuntes para una salida. Documento para la Conferencia de donantes para Irak (Coautor con Jesús A. Núñez Villaverde). Centro de Investigación para la Paz - CiP/IECAH. Madrid, España.[42]
- 2003. Reflexiones sobre el humanitarismo (Autor) en Papeles de Cuestiones Internacionales: Actualidad (verano, N° 82). CiP. ISSN: 0214-8072. Madrid, España.[43]
- 2003–2024. Informes del Observatorio de Acción Humanitaria (Editor y coautor et al.). IECAH/MSF-E. Madrid, España.[44]
- 2004. Manual de gestión del ciclo del proyecto en acción humanitaria (3 tomos) (Coautor con Ana Urgoiti). Obra Social “la Caixa”. Barcelona, España.[45]
- 2004. Los retos de la acción humanitaria. Primeras Jornadas estatales de acción humanitaria (Coautor con Jesús A. Núñez Villaverde y M.J. Salvador). Ayuntamiento de Córdoba. Córdoba, España.[46]
- 2005. Texto: De la emergencia a lo emergente: hay una salida al fondo (Coautor con Jesús A. Núñez Villaverde) en Emergencias (exposición celebrada en el Museo de Arte Contemporáneo de Castilla y León [MUSAC] del 1 de abril al 31 de diciembre). MUSAC/ACTAR. ISBN: 84-932325-7-2. León, España.[47]
- 2007. Acción humanitaria: hacia la clarificación de un instrumento de cooperación polémico (Autor) en Avances y retos de la cooperación española: reflexiones para una década. Fundación Carolina, Siglo XXI Editores. Madrid, España.[48]
- 2007. Fuerzas Armadas y acción humanitaria: debates y propuestas (Coautor con Laurence Thieux y Jesús A. Núñez Villaverde). Fundación Carolina-CeALCI, IECAH. Madrid, España.[49]
- 2007. Seguridad humana: recuperando un concepto necesario (Coautor con Jesús A. Núñez Villaverde y Balder Hageraats). IECAH. Madrid, España.[50]
- 2007. Estrategia de acción humanitaria de la Cooperación Española al desarrollo (elaboración del documento a cargo de Francisco Rey Marcos). Ministerio de Asuntos Exteriores y Cooperación. ISBN:978-84-8347-042-8. NIPO:502-07-051-1 Madrid, España.[51]
- 2007. La universalidad cuestionada: debates humanitarios en el mundo actual (Coordinador con Antonio Granadino y Jesús A. Núñez Villaverde). IECAH/Icaria editorial. ISBN:978-84-7426-931-4. Depósito legal: B-36.562-2007. Barcelona, España.[52]
- 2008. Los retos de la acción humanitaria en los conflictos de larga duración (vol. 1. Cuaderno N° 11) (Editor con Laurence Thieux). IECAH. Madrid, España.[53]
- 2008. Los retos de la acción humanitaria en los conflictos de larga duración (vol. 2. Cuaderno N° 12) (Editor con Laurence Thieux). IECAH. Madrid, España.[54]
- 2008. La buena donación humanitaria: propuestas para la cooperación española (Coautor con et al.) IECAH, Intermón Oxfam. Barcelona. España.[55]
- 2009. Los retos de la gobernanza global y el papel de España (1ª y 2ª parte) (Coautor con Jesús A. Núñez Villaverde) en Revista Documentación Social: Acciones para un futuro sostenible (N.° 153 y 154). Cáritas Española Editores. ISSN 0417-8106. Madrid. España.[56]
- 2009. Military participation in humanitarian action: reflections on the Colombia case (Autor) en Humanitarian Exchange Magazine N.° 45 (vers. esp. N.° 46 January 2010). Overseas Development Institute (ODI) / Humanitarian Policy Group (HPG). London. UK.[57]
- 2010. En busca del humanitarismo perdido (Autor) en Temas para el Debate: La ayuda humanitaria. (N.° 187). Editorial Revista Temas/Fundación Sistema. ISSN 1134-6574. España.[58]
- 2011. Haití: 34 segundos después (Coautor con Alfredo Langa). Obra Social “la Caixa”. Barcelona. España.[59]
- 2011. En un mundo complejo, educación en emergencias y cultura de paz: una sugerente pareja (Autor) en El quinto elemento. Sistematización de experiencias y educación en emergencias desde la paz como cultura. IECAH/Observatorio para la paz/AECID. Bogotá. Colombia.[60]
- 2011. El enfoque basado en derechos humanos en la acción humanitaria. Reto de futuro (Autor) en Exigibilidad y realización de derechos sociales: impacto en la política pública (vol. IV). Fundación Henry Dunant América Latina / Comisión Presidencial Coordinadora de la Política del Ejecutivo en Materia de Derechos Humanos (COPREDEH). Guatemala.[61]
- 2012. Víctima de sus éxitos. Paradojas y contradicciones de la acción humanitaria en el mundo actual (Autor) en La protección de la dignidad de la persona y el principio de humanidad en el siglo XXI. Cruz Roja Española/Tirant lo Blanch. Valencia, España.[62]
- 2012. La colaboración de la Unión Europea con las Naciones Unidas en la respuesta ante situaciones de emergencia humanitaria (Autor) en La Unión Europea y el multilateralismo eficaz: ¿un compromiso consistente con Naciones Unidas? Referencia Iustel: 90112112. Madrid, España.[63]
- 2015. The humanitarian dimension in the aftermath of a peace agreement: proposals for the international community in Colombia (Coautor con Sophie Duval) en Report № February 2015.The Norwegian Peacebuilding Resource Centre (NOREF). Oslo, Noruega.[64]
- 2016. Los orígenes del humanitarismo en las culturas española y latinoamericana: algunas consideraciones terminológicas (Autor) en Aproximaciones a la historia del humanitarismo en América Latina y el Caribe. Overseas Development Institute (ODI) / Humanitarian Policy Group (HPG). London, UK.[65]
- 2016. La acción humanitaria española en América Latina y el Caribe: origen, evolución y retos (Autor) en Aproximaciones a la historia del humanitarismo en América Latina y el Caribe. Overseas Development Institute (ODI) / Humanitarian Policy Group (HPG). London, UK.[66]
- 2016. The humanitarian impact of the new dynamics of the armed conflict and violence in various regions of Colombia (Coautor con Joséphine Dubois). NOREF. Oslo, Noruega.[67]
- 2016. Multiculturalismo e acción humanitaria (Autor) en IGADI Annual Report 2015-2016. A sintomatoloxía dun malestar global: Entre a metástase e a recuperación. Instituto Galego de análise e documentación internacional. ISSN: 1989-9130. Pontevedra, España.[68]
- 2017. Conflictos violentos y crisis humanitarias: de la respuesta a la prevención (Coautor con Jesús A. Núñez Villaverde) en Pobreza, crisis humanitarias y cooperación para el desarrollo (cuaderno N° 20). Círculo Cívico de Opinión. Madrid, España.[69]
- 2019. La Agenda 2030 de desarrollo sostenible y la acción humanitaria.(Coautor con Guillermo Santander y Alicia Daza Pérez). IECAH/AECID. Madrid, España.[70]
- 2021. Informe final: La incorporación del enfoque basado en derechos humanos y la protección en los proyectos de acción humanitaria apoyados por el Ayuntamiento de Madrid: Estado actual y propuestas de futuro. (Coautor con Alicia Daza Pérez y Juncal Glisanz Blanco). IECAH/Ayuntamiento de Madrid. España.[71]
- 2021. La planificación basada en el riesgo en la cooperación española. Propuestas para el futuro. (Coautor con Alicia Daza Pérez). IECAH/AECID. Madrid, España.[72]
- 2022. La aplicación del enfoque de "Triple Nexo" entre la acción humanitaria, el desarrollo y la paz en el contexto de los flujos migratorios de Venezuela. (Coautor con Beatriz Abellán y Andrés Gómez). We World/IECAH. Financiado por: EU Aid Volunteers. Milán, Italia.[73]
- 2022. Informe de síntesis del estudio sobre el Enfoque de "Triple Nexo" en la crisis migratoria venezolana. (Coautor con Beatriz Abellán y Andrés Gómez). WeWorld/IECAH. Financiado por: EU Aid Volunteers. Madrid, España.[74]
- 2022. Applying the "Triple Nexus"; between Humanitarian, Development, and Peace in the context of migration flows from Venezuela. (Coauthor with Beatriz Abellán and Andrés Gómez). We World/IECAH. Funded by: EU Aid Volunteers. Milán, Italia.[75]
- 2022. Real-time Evaluation of the MIRE II Consortium "Protection and Humanitarian Assistance to Newly Displaced Persons and Confined Communities in Colombia". (Coauthor with Camille Nussbaum et al.). Final Report carried out by IECAH. Executing agents: Norwegian Refugee Council (NRC), Action Against Hunger (ACH), Alliance for Solidarity (APS), Médecins du Monde France (MdM) and ACAPS. Convening agent: NRC. Funded by the European Union - Civil Protection and Humanitarian Aid (DG ECHO). Colombia.[76]
- 2022. Reality and perspectives of humanitarian coordination mechanisms in Latin America and the Caribbean: recommendations for Spanish Cooperation. (Coauthor con Andrés Gómez). IECAH/AECID. Madrid, España.[77]
- 2022. Realidad y perspectiva de los mecanismos de coordinación humanitaria en América Latina y el Caribe: Recomendaciones para la Cooperación Española. (Coautor con Andrés Gómez). IECAH/AECID. Madrid, España.[78]
- 2022. EL Triple Nexo en la práctica: Retos y propuestas para la Cooperación Española. (Coautor con Beatriz Abellán). IECAH/AECID. Madrid, España.[79]
- 2022. La mediación internacional en conflictos. Retos y oportunidades para España. (Coautor con Mabel González Bustelo, Jesús A. Núñez Villaverde y Manuel Sánchez Montero). IECAH - Ministerio de Asuntos Exteriores Unión Europea y Cooperación (MAUC). Madrid, España.[80]
- 2022. La acción humanitaria en la Cooperación Española desde el año 2003 hasta el 2022: Informe recopilatorio. (Coautor et al.). IECAH/MSF-E. Madrid, España.[81]
- 2023. La acción sin daño y los proyectos de desarrollo: una alternativa práctica de triple nexo. (Coautor con Alfredo Langa Herrero). Ediciones Complutense. Madrid, España. Artículo premiado por la Universitat de València, XV edición de los Premios Manuel Castillo 2024.[82]
- 2023. Defender los derechos humanos en un mundo que no los respeta. Para Revista Profesiones N°206, publicado el 05 de diciembre de 2023. Madrid, España.[83]
- 2023. ¿Hicimos todo lo que pudimos? (Coautor con Marta Cañas y Jesús A. Núñez Villaverde). Publicado el 05 de diciembre de 2023, en ABC Internacional. Madrid, España.[84]
- 2024. La integración de la Reducción del Riesgo de Desastres en la Agenda 2030. (Coordinador, IECAH). Colección Erronkak, N° 7. País Vasco, España.[85]
- 2024. Hondamendi-arriskuaren murrizketa 2030 Agendan txertatzea. (Koordinatzailea, IECAH). Colección Erronkak, N° 7, Euskadi, España.[86]
- 2024. Informe: Estudio de revisión de los mecanismos de coordinación de la respuesta a movimientos mixtos en América Latina y el Caribe. (Coordinador del equipo de investigación IECAH). Publicado el 16 de julio de 2024. Madrid, España.[87]
- 2024. Mapeo sobre el Estudio de revisión de los mecanismos de coordinación de la respuesta a movimientos mixtos en América Latina y el Caribe. (Coordinador del equipo de investigación IECAH). Publicado el 16 de julio de 2024. Madrid, España.[88]
- 2024. Review of Regional Coordination Mechanisms in Response to Mixed Movements in the LAC Region. Final Report- July 2024. (Study Director). Published on July 16, 2024. Madrid, Spain.[89]
- 2024. Executive Summary: Evaluation of the prevention and influence work of the ICRC Regional. Delegation in Lima (Bolivia, Ecuador, and Peru). Period 2018-2022. (IECAH-Artival Evaluation Team Coordinator). Published on September 6, 2024. Madrid, Spain.[90]
- 2025. El enfoque del triple nexo humanitario, desarrollo, paz en Colombia: realidades, reflexiones y propuestas. (Coautor con Andrés Gómez, Marcela Rodríguez, Gloria Miranda). Publicado el 14 de abril de 2025. Madrid, España.[91]
- 2025. Guía de publicaciones y documentos electrónicos de Francisco Rey Marcos: IECAH (25 años). IECAH. Madrid, España. Internet Archive. Actualizado el 18 de mayo de 2025.[92]